# História de Águeda

## Toponímia
No que concerne ao próprio nome de Águeda, existem várias suposições tendentes a desvendar a origem no nome do rio aqui situado, o qual já no século IX se chamava Ágata. Também se supõe ter este nome graças a um Dom Agatão Lança.

Em documento datado de 1050 são mencionadas diversas villas situadas na área do actual concelho de Águeda. A este propósito, João de Barros menciona: 
Águeda - Rio na Província de Lusitania além de Coimbra, chama-lhe Ptolomeu Gatta.

## História
Existem no actual concelho de Águeda  abundantes vestígios comprovativos da presença romana, nomeadamente na Estação Arqueológica do Cabeço do Vouga. Relativamente à cidade, há fortes probabilidades de que a via romana que ligava Emínio (Coimbra) a Cale (Gaia) passasse por Águeda.
A cidade actual procede do repovoamento feito nos inícios da Nacionalidade (século XI-século XII): Apesar de ser povoação próspera e de seus moradores terem diversos privilégios, como testemunham os procuradores de Aveiro nas Cortes de Évora em 1451, Águeda não recebeu foral próprio. D. Manuel I incluiu Águeda no foral concedido a Aveiro, em 1515. Assequins, povoação actualmente incluída na cidade, recebeu foral próprio de D. Manuel I.
O concelho de Águeda, com a elevação da sede a vila, foi constituído a 31 de Dezembro de 1853, integrando diversos concelhos, de origem medieval então extintos, entre eles o de Aguada de Cima,o de Castanheira do Vouga e o de Préstimo.
Águeda foi elevada à categoria da cidade por lei de 14 de Agosto de 1985.
A importância de Águeda veio-lhe das várzeas que lhe ficam fronteiras e alastram na bacia que começa um pouco acima da Borralha. Foram elas as causas de se encontrarem os nomes locais, nos documentos que se reportam à primeira reconquista.